# Death Pop Romance
Death Pop Romance er det tredje album fra det danske metalband Raunchy. Det blev udgivet 20. februar 2006. 
Albummet er produceret af Tue Madsen, og det modtog prisen for "Bedste produktion" og "Bedste albumcover" ved Danish Metal Awards i 2006.

## Spor
1. "This Legend Forever" – 4:24
2. "Abandon Your Hope" – 4:43
3. "Phantoms" – 5:01
4. "The Curse of Bravery" – 4:20
5. "Remembrance" – 5:21
6. "Live the Myth" – 5:36
7. "City of Hurt" – 5:02
8. "Persistence" – 4:22
9. "The Velvet Remains" – 4:16
10. "Farewell to Devotion" – 5:29